# Milana de Califòrnia
La milana de Califòrnia (Myliobatis californica) és una espècie de peix de la família dels miliobàtids i de l'ordre dels myliobatiformes.

## Morfologia
- Els mascles poden assolir 180 cm de longitud total i 82,1 kg de pes.
- Té un fibló verinós a la cua.[2]

## Reproducció
És ovovivípar.

## Alimentació
Menja bivalves, caragols, poliquets, gambes i crancs.

## Depredadors
Als Estats Units és depredat per Notorynchus cepedianus.

## Hàbitat
És un peix marí, de clima subtropical (43°N-5°S, 126°W-85°W) i demersal que viu entre 0–46 m de fondària.

## Distribució geogràfica
Es troba a l'oceà Pacífic oriental: des d'Oregon fins al Golf de Califòrnia i les Illes Galápagos.

## Observacions
És verinós per als humans.